# Cyclocephala isthmiensis
Cyclocephala isthmiensis – gatunek chrząszcza z rodziny poświętnikowatych i podrodziny rohatyńcowatych.
Gatunek ten został opisany po raz pierwszy w 1992 przez Bretta Ratcliffe’a na łamach „The Coleopterists Bulletin”. Opisu dokonano na podstawie trzech okazów. Jako miejsce typowe wskazano Diablo Heights w Strefie Kanały Panamskiego. Epitet gatunkowy pochodzi od greckiego isthmos, oznaczającego „wąski pas lądu” i nawiązuje do kształtu Panamy.
Holotypowy samiec ma 14,1 mm długości ciała i 6,9 mm szerokości w barkach. Samice osiągają od 12,3 do 13 mm długości ciała i od 6 do 6,4 mm szerokości w barkach. Głowa ma duże oczy złożone rozstawione na odległość 2,3–2,5 raza większą niż ich średnice, dziesięcioczłonowe czułki zwieńczone buławkami oraz niemal półkolisty nadustek z wąsko odgiętym wierzchołkiem.  Barwa głowy jest ceglasta ze smoliście zabarwionym czołem i ciemieniem. U samca czoło i nadustek są grubo punktowane oraz pomarszczone i porośnięte krótkimi szczecinkami, a ciemię jest umiarkowanie punktowane. U samicy punktowanie ciemienia jest rozproszone, zaś na czole brak pomarszczenia, a szczecinki są mniej gęste. Ceglastego koloru przedplecze porastają takiej samej barwy, krótkie szczecinki, u samca gęstsze, u samicy nieliczne. Punktowanie przedplecza jest rzadkie pośrodku i coraz gęściejsze ku bokom. Krawędź nasadowa przedplecza jest nieobrzeżona, a kąty tylne szeroko zaokrąglone. Barwa tarczki jest ceglasta. Ceglastego koloru pokrywy mają powierzchnię pomarszczoną i pokrytą umiarkowanie gęsto rozmieszczonymi punktami, z których wyrastają krótkie, nieco gęściejsze niż na przedpleczu szczecinki. Odnóża są ceglaste. Przednia ich para u samca ma po trzy zęby na goleniach, z których nasadowy jest leży nieco dalej od środkowego niż środkowy od wierzchołkowego oraz stopy z powiększonymi pazurkami, z których większy rozdwaja się na szczycie. U samicy przednia para odnóży ma pazurki na stopach niepowiększone. Pygidium jest ceglaste, u samca silnie, a u samicy słabo wysklepione w widoku bocznym.
Owad neotropikalny, endemiczny dla Panamy. Znany jest wyłącznie z miejsca typowego położonego na poziomie morza, u ujścia Kanału Panamskiego do Oceanu Spokojnego. Owady dorosłe odławiano w maju.